# MAME
MAME (ang. Multiple Arcade Machine Emulator) – emulator pozwalający na uruchomienie gier ze starych automatów do gry na współczesnych platformach sprzętowych. Twórcą emulatora jest Nicola Salmoria, a pierwszą wersję programu (0.1) stworzył w 1997 roku. Serwis Joystiq umieścił MAME na liście programów, które każdy gracz powinien posiadać.